# Congal Cendmagair
Congal Cendmagair mac Fergusso († 710), Ard ri Érenn de 704 à 710.

## Origine
Congal Cendmagair ou Cennmagar était le fils de Fergus Fánat († 654) dont le nom est lié au cap Fanad une péninsule entre la baie de Mulroy et le Lough Swilly lui-même fils cadet de l’Ard ri Érenn Domnall mac Áedo issu du Cenél Conaill des Uí Neill du Nord. Le surnom de Congal est lié à sa provenance géographique : Cendmagair/Cennmagar le moderne Kinaweer qui se trouve dans la baie de Mulroy située dans la paroisse et la baronnie de Kilmacrenan dans le nord du comté de Donegal.

## Règne
Il récupéra le titre d’Ard ri Érenn en 705 après la défaite devant le Connacht le 12 juillet 704 lors de la bataille de Corann. qui avait entraîné la mort de son cousin-germain Loingsech mac Óengusa et de trois de ses fils.
Son règne bref qui marque le début du déclin du Cenél Conaill et enregistre le début de l’activité de Fergal mac Máele Dúin. En effet en 707 Indrechtach mac Dúnchado Muirsce roi de Connacht est tué par une coalition menée par Fergal mac Máele Dúin du Cenél nÉogain qui comprend également Fergal mac Loingsig du Cenél Conaill et Conall Menn du Cenél Coipri. la même année, les annalistes relèvent toutefois que Conall Cendmagair mène une expédition contre le Leinster et obtient sa soumission. Sa mort soudaine au cours d’une crise (?) est relevée par les Annales d'Ulster trois ans plus tard.

## Postérité
D’une épouse inconnue Congal Cendmagair laisse plusieurs enfants :
- Donngal († 731)[8],
- Flann Gohan († 732) tué au côté de Flaithbhertach lors de la défaite du Cenél Conaill par Áed Allán[9],
- Conaing († 733) tué l'année suivante par Áed Allán[10],
- Fergus († 757)[11],
- une fille qui épouse son successeur Fergal mac Máele Dúin et qui fut la mère d’Áed Allán.

## Sources
- (en) Charles Doherty « Conall Cendmagair (d. 710) », Oxford Dictionary of National Biography, Oxford University Press, 2004.
- (en) Edel Bhreathnach, Editor Four Courts Press for The Discovery Programme Dublin (2005)  (ISBN 1851829547) The kingship and landscape of Tara.  « Cenél Conaill  » Table 6 p. 350-351.
- (en) Francis John Byrne Irish Kings and High-Kings, Courts Press History Classics Dublin (2001)  (ISBN 1 851 82 1961) Appendix II Uí Neill Table n°4 High-Kings of Northern Uí Neill p. 283.
- (en) Dictionary of Irish Biography article de Ailbhe Mac Shamhrain, Congal Cennmagair
- C.E.L.T. Annales d'Ulster